# Tercera onada de teoria feminista
La tercera onada del feminisme és el nom que reben els moviments feministes a partir de la dècada del 1990 i que es basen en la diversitat de pensament sobre la dona i el gènere. El terme és objecte de polèmica entre alguns estudiosos, ja que es basa en l'antítesi amb corrents precedents però no en característiques definitòries pròpies. La manca de consens entre la tercera onada ha provocat que es desencadenin les anomenades guerres feministes sobre el sexe, profundes divisions ideològiques entre el feminisme que resten força a les seves reivindicacions.El concepte va ser encunyat per Rebecca Walker el 1992 i sorgeix per oposició a les onades anteriors. També rep el nom de neofeminisme.

## Pensament
El primer tret diferencial d'aquest moviment, fortament influït pel postmodernisme és la manca d'uniformitat. Es reivindica la màxima diversitat de models de gènere, que ja no queden reduïts a la binòmia home-dona i s'analitza com interaccionen amb altres dimensions de la personalitat i els rols socials com ara la classe social, la raça o la nacionalitat. Es denuncia la construcció artificial, recolzada sobre el llenguatge, dels rols de gènere, que limiten les possibilitats de realització de l'individu. Aquests constructes són creats i propagats pel poder, que així es manté intacte. La tasca del feminisme, doncs, és denunciar l'existència d'aquests patrons i abolir-los.
Se centra no sols en canvis legals i educatius a gran escala sinó en les accions del dia a dia (micropolítica) i en afirmar la diferència com a valor positiu. No existeixen models acceptables que guiïn la conducta segons el gènere o altres constructes, de fet no existeixen les categories en què es basen aquests constructes i, per tant, cal afirmar la pròpia individualitat. Es rebutgen les definicions d'allò femení associades a una suposada essència compartida per totes les dones, en la línia de la manca de models de valors d'altres esferes de la vida.
Es denuncia que s'ha abandonat la lluita feminista a la història perquè es té la falsa percepció que s'ha assolit la plena igualtat pels canvis legals i de mentalitat de la societat durant el segle xx, sense considerar que el patriarcat normatiu continua existint com a model hegemònic. S'adopten postulats de l'antiracisme, el moviment LGTB i diversos grups socials de protesta.
Alguns dels temes recurrents de denúncia se centren en els drets sexuals (i aspectes relacionats amb el sexe com la pornografia o la prostitució), la violència de gènere, la cosificació de la dona, la denúncia dels usos del llenguatge discriminatori i la falsa percepció que és sols el cos o els genitals el que determina la identitat sexual de la persona.
Les accions es basen sovint en l'espectacularitat per cridar l'atenció sobre les qüestions que es debaten, així com en ús intensiu de les noves tecnologies i els mitjans de comunicació. Una important diferència amb les campanyes dels corrents precedents és el caràcter internacional d'aquesta onada, que considera les aportacions de diferents cultures i països fins aleshores menystinguts pel feminisme tradicional.